# Hough (Oklahoma)
Pour les articles homonymes, voir Hough.
Hough est une census-designated place du comté de Texas, dans l'État d'Oklahoma, aux États-Unis. En 2020, elle compte une population de 20 habitants.